# Здание Секретариата (Нью-Дели)
Здание Секретариата или Центральный Секретариат (англ. The Secretariat Building) — здания на улице Райсина Хилл в Нью-Дели, где расположены некоторые офисы министерств Правительства Индии. Построены в 1927 году, они также являются домом для некоторых членов Кабинета министров Индии. 
Представляют собой два блока симметричных зданий (Северный и Южный блоки) на противоположных сторонах проспекта Раджпатх, расположенные по бокам от Раштрапати-Бхаван (резиденции Президента Индии).

## История
Планирование Нью-Дели началось всерьез после того как Дели стал столицей Британской Индии в 1911 году. Архитектор Ланченс взял на себя ответственность за планирование города и строительства дома вице-короля (теперь Раштрапати-Бхаван). 
Герберт Бейкер, который практиковался в Южной Африке в течение последних двух десятилетий (1892—1912) выступил в качестве второго архитектора. Бейкер взялся за дизайн важнейшего здания города — Секретариата, которое должно было стать единственной зданием, кроме дома вице-короля, на Райсина Хилл. 
Пока длилось строительство, отношения между Ланчесом и Бейкером ухудшались. Холм Секретариата в значительной степени загораживал дом вице-короля с первого взгляда на Райпас от Ворот Индии, только верхнюю часть купола дома было видно издалека. Чтобы избежать этого, Ланчес пожелал, чтобы секретариат был меньшей высоты чем дом вице-короля, но Бейкер хотел такую же высоту, и в конце концов намерения Бейкера были выполнены.
После того как столица Индии переместилась из  Калькутты в Дели, здание временного Секретариата было построено в Северном Дели в 1912 году в течение нескольких месяцев. Большинство государственных учреждений новой столицы переехали сюда из Старого Секретариата в Старом Дели, через десять лет новая столица была открыта в 1931 году[прояснить]. 
Многие сотрудники приехали в новую столицу из отдаленных частей Британской Индии, в том числе Бенгальского и Мадрасского президентств. Впоследствии жилье распространилось вокруг рынка Голе.
Старое здание Секретариата сейчас находится у Законодательной Ассамблеи Дели. Соседнее здание Парламента было построено гораздо позже, и, следовательно, не было возведено около проспекта Раджпатх. Строительство здания парламента было начато в 1921 году, и здание было открыто в 1927 году.

## Архитектура

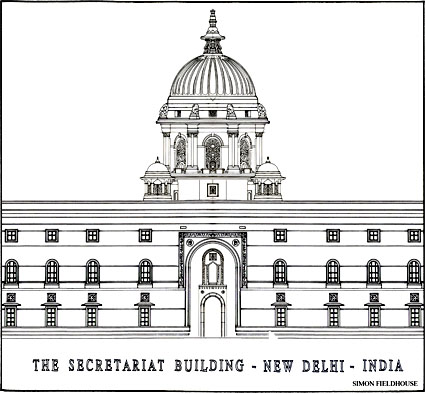
Проект здания Секретариата

Здание Секретариата было спроектировано выдающимся британским архитектором Гербертом Бейкером в стиле индо-сарацинского Возрождения. Здание имеет четыре уровня (этажа), каждый около 1000 комнат. Во внутренних дворах отведено место для будущего расширения. Также как и дом вице-короля, эти здания построены из красного песчаника Дхолпура (Раджастхан), из него же сделан фундамент. Здания были спроектированы вместе в форме двух квадратов. Они имеют широкие коридоры между различными крыльями и широкую лестницу на четырех этажах, каждое здание увенчано гигантским куполом, в то время как каждое крыло заканчивается балконом с колоннами.
Большая часть здания выполнена в классическом архитектурном стиле, но в него были включены элементы из архитектуры Великих Моголов и стиля раджастхани. Ещё одной особенностью здания является купол, известный как Чхатри, использующийся с древних времен для обеспечения тени, спасающей от горячего солнца.
Стиль архитектуры, использованный в здании Секретариата, уникален для Райсина Хилл. Перед главными воротами на зданиях есть четыре «колонны доминиона» предоставлены Канадой, Австралией, Новой Зеландией и Южной Африкой. Во время их открытия в 1930 году, Индия должна была оставаться в ближайшее время Британской колонией. Однако, она стала независимой в течение следующих 17 лет, и Секретариат стал резиденцией власти суверенного Индии.